# Condado de Hinds
El condado de Hinds es un condado del estado de Misisipi en los Estados Unidos. Es parte del área metropolitana de Jackson. Sus sedes de condado son Jackson y Raymond. Según el censo del año 2000, el condado posee 250.800 habitantes esparcidos en un total de 2.272 km².

## Nombre
Su nombre proviene del congresista estadounidense Thomas Hinds, político del estado de Misisipi.

## Condados adyacentes
- Condado de Madison (noreste)
- Condado de Rankin (este)
- Condado de Copiah (sur)
- Condado de Claiborne (suroeste)
- Condado de Warren (oeste)
- Condado de Yazoo (noroeste)

## Localidades
Las localidades más importantes del condado son Jackson (173.861 hab.) y Raymond (1.664 hab.), ya que son las capitales del condado, otra localidad considerada ciudad es Clinton (23.347 hab.), también existen pequeños poblados, destacando Edwards (1.347 hab.), Utica (966 hab.), Terry (664 hab.), Bolton (629 hab.) y Learned (50 hab.).

## Geografía
Según el censo del año 2000, el condado posee 2.272 km², de los cuales 2.251 km² corresponden a tierra y 21 km² corresponden a agua.
El condado Hinds, limita al noreste con el condado de Madison, al este con el condado de Rankin, al sur con el condado de Copiah, al suroeste con el condado de Claiborne, al oeste con el condado de Warren y al noroeste con el condado de Yazoo.